# Adam Przeworski
Adam Przeworski, född 5 maj 1940 i Warszawa, är en polsk-amerikansk professor i statsvetenskap. Han har tillbringat merparten av sitt akademiska liv vid University of Chicago, men är sedan över ett decennium tillbaka verksam vid New York University som Carroll and Milton Petrie Professor of European Studies. Han är även professor i statsvetenskap och nationalekonomi och betraktas som en av de viktigaste teoretikerna kring ämnena demokratiska samhällen, demokratisk teori och politisk ekonomi.
Han tog examen vid Warszawas universitet 1961. Strax därefter flyttade han till USA där han 1966 avlade kandidatexamen vid Northwestern University. Han har författat 13 böcker och ett antal artiklar. 2010 tilldelades han Skytteanska priset för att "på ett avgörande sätt ha höjt den vetenskapliga nivån när det gäller analysen av relationerna mellan demokrati, kapitalism och ekonomisk utveckling". Przeworski har sedan 1990-talet publicerat en rad kvantitativa studier som fokuserat på att undersöka ett eventuellt samband mellan demokrati och ekonomisk tillväxt. Han är en av dem som argumenterar för en s.k. exogen demokratisering, d.v.s. att ekonomisk utveckling inte orsakar demokrati, men att en demokrati med hög levnadsstandard löper mycket låg risk att kollapsa.
Przeworski var medlem av den analytisk-marxistiska Septembergruppen men lämnade den i mitten av 1990-talet.

## Huvudsakliga verk
1. Adam Przeworski; Michael E. Alvarez, Jose Antonio Cheibub, Fernando Limongi (2000). Democracy and Development; Political Institutions and Well-Being in the World, 1950-1990. New York: Cambridge University Press. sid. 336. ISBN 0-521-79379-3
2. Democracy and the Rule of Law. New York: Cambridge University Press. 2003. sid. 334. ISBN 0-521-53266-3
3. Adam Przeworski (2003). States and Markets; A Primer in Political Economy. sid. 236. ISBN 0-521-53524-7
4. Adam Przeworski (1991). Democracy and the Market; Political and Economic Reforms in Eastern Europe and Latin America. New York: Cambridge University Press. sid. 208. ISBN 0-521-42335-X